# Jonathan Reynolds (homme politique)
Jonathan Neil Reynolds, né le 28 août 1980 à Houghton-le-Spring, est un homme politique britannique, membre du Parti travailliste. Il est Secrétaire d'État aux Affaires et au Commerce ainsi que Président de la Commission du Commerce depuis le 5 juillet 2024.
Il a été secrétaire d'État aux Entreprises et à la Stratégie industrielle du cabinet fantôme depuis 2021, et également député de Stalybridge et Hyde depuis 2010,. Il siège également au Comité exécutif national du parti travailliste. 
Il est un ancien ministre fantôme de l'énergie, ministre fantôme des transports, PPS du leader de l'opposition et secrétaire économique fantôme du Trésor. 

## Jeunesse et carrière
Né à Houghton-le-Spring, Tyne and Wear de Keith et Judith Reynolds, Jonathan Reynolds déménage à Manchester en 1998. Il étudie la politique et l'histoire moderne à l'Université de Manchester et à la BPP Law School (Manchester). Après avoir quitté l'université, Reynolds travaille pour le conseil et (l'ancien parlementaire) James Purnell, avant de commencer une formation d'avocat. 
En 2007, il est élu au Conseil de Tameside pour le quartier de Longdendale. 
Il siège au Comité exécutif national du parti de 2003-2005. 
Il travaille pendant quatre ans comme assistant politique pour le précédent parlementaire de Stalybridge et Hyde James Purnell et est choisi pour le remplacer après un processus de sélection controversé. 
Reynolds est membre du Co-operative Party et Unite the Union. 

## Carrière parlementaire
Lors de l'élection générale de mai 2010, Reynolds est élu membre du Parlement pour Stalybridge and Hyde. En 2011, il démissionne de son poste de conseiller. 
Sous Ed Miliband, Reynolds est nommé whip pour la justice fantôme et les affaires constitutionnelles. Il est ensuite nommé secrétaire privé parlementaire de Miliband et ministre fantôme de l'Énergie et du Changement climatique. En tant que ministre de l'énergie fantôme, il s'est concentré sur la précarité énergétique, l'efficacité énergétique et l'énergie solaire . 
Après que Jeremy Corbyn est élu à la direction du Parti travailliste en septembre 2015, Reynolds est nommé ministre fantôme des Transports, responsable du rail. Il démissionne de son poste après le remaniement de Jeremy Corbyn en janvier 2016, affirmant qu'il estime qu'il pouvait "mieux servir le parti en tant que député d'arrière-ban" et exprimant son soutien à Pat McFadden limogé. Il soutient Owen Smith aux élections à la direction du Parti travailliste (Royaume-Uni) en 2016. À la suite de la réélection de Jeremy Corbyn à la tête du Parti travailliste, il est reconduit en tant que ministre de la ville fantôme. 

## Vie privée
Reynolds vit à Stalybridge. Lui et sa femme Claire ont quatre enfants  dont son fils aîné est autiste. En dehors de la politique, il est supporter de Sunderland, s'intéresse au cinéma et au jardinage. 